# Cassel, Nord
Cassel là một xã trong vùng Hauts-de-France, thuộc tỉnh Nord, quận Dunkerque, tổng Cassel. Tọa độ địa lý của xã là 50° 47' vĩ độ bắc, 02° 29' kinh độ đông. Cassel nằm trên độ cao trung bình là 75 mét trên mực nước biển, có điểm thấp nhất là 32 mét và điểm cao nhất là 176 mét. Xã có diện tích 12,65 km², dân số vào thời điểm 1999 là 2290 người; mật độ dân số là 181 người/km².

## Thông tin nhân khẩu
| 1962  | 1968  | 1975  | 1982  | 1990  | 1999  |
| ----- | ----- | ----- | ----- | ----- | ----- |
| 2.479 | 2.621 | 2.340 | 2.223 | 2.177 | 2.290 |

## Nhân vật nổi tiếng
- Wilhelm của Rubruk
- Dominique Joseph Vandamme (1770-1830), tướng của Napoléon